# Caupolicana subaurata
Caupolicana subaurata är en biart som först beskrevs av Cresson 1869.  Caupolicana subaurata ingår i släktet Caupolicana och familjen korttungebin. Inga underarter finns listade.